# Sacrifice (2011)
Sacrifice (2011) — реслинг-PPV серии Sacrifice промоушена Total Nonstop Action Wrestling (TNA), которое прошло 15 мая 2011 года на арене Impact Wrestling Zone в Орландо, Флорида.

## Результаты
| #                      | Матчи | Условия | Время |
| ---------------------- | --- | --- | ----- |
| 1                      | «Мексиканская Америка» (Эрнандес и Анархия) (с Саритой и Розитой) победили «Корпорацию чернил» (Джесси Нил и Шеннон Мур) | Командный матч 2 на 2                                                                                                   | 9:39  |
| 2                      | Брайан Кендрик победил Робби И (с Куки)                                                                                  | Матч 1 на 1 | 6:41  |
| 3                      | Микки Джеймс (c) победила Мэдисон Рейн                                                                                   | Матч 1 на 1 за титул Женского Нокаут-Чемпиона TNA. Если Джеймс побеждает, то контракт Тары с Мэдисон Рейн аннулируется. | 6:57  |
| 4                      | Казарян (c) победил Макса Бака                                                                                           | Матч 1 на 1 за титул Чемпиона Х-Дивизиона TNA                                                                           | 11:21 |
| 5                      | Кримсон победил Абисса                                                                                                   | Матч 1 на 1 | 10:43 |
| 6                      | «Пивные деньги» (Джеймс Шторм и Роберт Руд (c) победили Мэтта Харди и Криса Харриса                                      | Командный матч 2 на 2 за титулы Чемпионов TNA в командном бою                                                           | 13:51 |
| 7                      | Томми Дример победил ЭйДжей Стайлса                                                                                      | Матч без дисквалификации                                                                                                | 13:04 |
| 8                      | Курт Энгл и Чайна победили Джеффа Джарретта и Карен Джарретт                                                             | Смешанный командный матч 2 на 2                                                                                         | 10:19 |
| 9                      | Стинг (c) победил Роба Ван Дама                                                                                          | Матч 1 на 1 за титул Чемпиона мира TNA в тяжёлом весе                                                                   | 12:45 |
| (c) - текущие Чемпионы | | |       |